# Liste des planètes mineures (601001-602000)
Voici la liste des planètes mineures numérotées de 601001 à 602000. Les planètes mineures sont numérotées lorsque leur orbite est confirmée, ce qui peut parfois se produire longtemps après leur découverte. Elles sont classées ici par leur numéro.

## Planètes mineures 601001 à 602000
- (601001) 2012 TZ358
- (601002) 2012 TP360
- (601003) 2012 TU360
- (601004) 2012 TE363
- (601005) 2012 TB364
- (601006) 2012 TJ369
- (601007) 2012 TW372
- (601008) 2012 TF376
- (601009) 2012 TZ377
- (601010) 2012 TB378
- (601011) 2012 TD378
- (601012) 2012 US2
- (601013) 2012 UE7
- (601014) 2012 UC8
- (601015) 2012 UD8
- (601016) 2012 UN12
- (601017) 2012 UV13
- (601018) 2012 UL16
- (601019) 2012 UM21
- (601020) 2012 UF23
- (601021) 2012 UQ29
- (601022) 2012 UG33
- (601023) 2012 UL37
- (601024) 2012 UO39
- (601025) 2012 UQ39
- (601026) 2012 UZ42
- (601027) 2012 UB46
- (601028) 2012 UL53
- (601029) 2012 UY54
- (601030) 2012 UT56
- (601031) 2012 UC59
- (601032) 2012 UW61
- (601033) 2012 UO62
- (601034) 2012 UY63
- (601035) 2012 UZ64
- (601036) Sassflóra
- (601037) 2012 UE69
- (601038) 2012 UH70
- (601039) 2012 UM72
- (601040) 2012 UO75
- (601041) 2012 UC80
- (601042) 2012 UA83
- (601043) 2012 UC83
- (601044) 2012 UO87
- (601045) 2012 UX87
- (601046) 2012 UH88
- (601047) 2012 UX91
- (601048) 2012 UO93
- (601049) 2012 UF97
- (601050) 2012 UM101
- (601051) 2012 US104
- (601052) 2012 UV104
- (601053) 2012 UB106
- (601054) 2012 UH106
- (601055) 2012 UE108
- (601056) 2012 UJ112
- (601057) 2012 US117
- (601058) 2012 UA119
- (601059) 2012 UK122
- (601060) 2012 UH125
- (601061) 2012 UL125
- (601062) 2012 UB129
- (601063) 2012 UU131
- (601064) 2012 UD132
- (601065) 2012 UK136
- (601066) 2012 UT137
- (601067) 2012 UC139
- (601068) 2012 UZ140
- (601069) 2012 UB142
- (601070) 2012 UD150
- (601071) 2012 UU152
- (601072) 2012 UG161
- (601073) 2012 UJ164
- (601074) 2012 UW164
- (601075) 2012 UU165
- (601076) 2012 UV169
- (601077) 2012 UF171
- (601078) 2012 UJ172
- (601079) 2012 UT173
- (601080) 2012 UP174
- (601081) 2012 UJ175
- (601082) 2012 UX175
- (601083) 2012 UY175
- (601084) 2012 UO176
- (601085) 2012 UZ178
- (601086) 2012 UK180
- (601087) 2012 UR180
- (601088) 2012 UR184
- (601089) 2012 UC186
- (601090) 2012 UO186
- (601091) 2012 UM187
- (601092) 2012 UN187
- (601093) 2012 UG188
- (601094) 2012 UA190
- (601095) 2012 UT190
- (601096) 2012 UP199
- (601097) 2012 UA200
- (601098) 2012 UU200
- (601099) 2012 UZ200
- (601100) 2012 UC202
- (601101) 2012 UL206
- (601102) 2012 UP206
- (601103) 2012 UF213
- (601104) 2012 UU214
- (601105) 2012 UD218
- (601106) 2012 UP218
- (601107) 2012 UJ226
- (601108) 2012 UK232
- (601109) 2012 UW236
- (601110) 2012 UY236
- (601111) 2012 VN5
- (601112) 2012 VT11
- (601113) 2012 VE18
- (601114) 2012 VC19
- (601115) 2012 VZ34
- (601116) 2012 VW37
- (601117) 2012 VJ39
- (601118) 2012 VG43
- (601119) 2012 VB44
- (601120) 2012 VB48
- (601121) 2012 VW48
- (601122) 2012 VE53
- (601123) 2012 VZ54
- (601124) 2012 VZ56
- (601125) 2012 VF58
- (601126) 2012 VS63
- (601127) 2012 VL66
- (601128) 2012 VC70
- (601129) 2012 VE76
- (601130) 2012 VA77
- (601131) 2012 VV80
- (601132) 2012 VG87
- (601133) 2012 VR88
- (601134) 2012 VD91
- (601135) 2012 VK98
- (601136) 2012 VD100
- (601137) 2012 VZ100
- (601138) 2012 VF102
- (601139) 2012 VT102
- (601140) 2012 VT104
- (601141) 2012 VT105
- (601142) 2012 VK110
- (601143) 2012 VT110
- (601144) 2012 VJ112
- (601145) 2012 VT116
- (601146) 2012 VU116
- (601147) 2012 VV116
- (601148) 2012 VD117
- (601149) 2012 VX121
- (601150) 2012 VC122
- (601151) 2012 VM128
- (601152) 2012 VB129
- (601153) 2012 VW132
- (601154) 2012 WG21
- (601155) 2012 WZ24
- (601156) 2012 WM25
- (601157) 2012 WZ27
- (601158) 2012 WK37
- (601159) 2012 WX39
- (601160) 2012 WB41
- (601161) 2012 WO43
- (601162) 2012 WY43
- (601163) 2012 XP6
- (601164) 2012 XW12
- (601165) 2012 XX13
- (601166) 2012 XL15
- (601167) 2012 XY18
- (601168) 2012 XA22
- (601169) 2012 XK24
- (601170) 2012 XU25
- (601171) 2012 XT30
- (601172) 2012 XW30
- (601173) 2012 XG39
- (601174) 2012 XW48
- (601175) 2012 XV49
- (601176) 2012 XS60
- (601177) 2012 XP64
- (601178) 2012 XU64
- (601179) 2012 XS68
- (601180) 2012 XC75
- (601181) 2012 XN75
- (601182) 2012 XC76
- (601183) 2012 XE76
- (601184) 2012 XX77
- (601185) 2012 XD79
- (601186) 2012 XC80
- (601187) 2012 XP80
- (601188) 2012 XO85
- (601189) 2012 XS87
- (601190) 2012 XA93
- (601191) 2012 XJ102
- (601192) 2012 XP106
- (601193) 2012 XG110
- (601194) 2012 XH114
- (601195) 2012 XP123
- (601196) 2012 XF128
- (601197) 2012 XT128
- (601198) 2012 XJ130
- (601199) 2012 XC132
- (601200) 2012 XH132
- (601201) 2012 XW133
- (601202) 2012 XG136
- (601203) 2012 XK136
- (601204) 2012 XZ143
- (601205) 2012 XC144
- (601206) 2012 XY148
- (601207) 2012 XZ150
- (601208) 2012 XY155
- (601209) 2012 XS159
- (601210) 2012 XQ161
- (601211) 2012 XT165
- (601212) 2012 XA166
- (601213) 2012 XB167
- (601214) 2012 XF167
- (601215) 2012 XH168
- (601216) 2012 XV168
- (601217) 2012 XR169
- (601218) 2012 XV169
- (601219) 2012 XB170
- (601220) 2012 XQ171
- (601221) 2012 XX171
- (601222) 2012 XC173
- (601223) 2012 XX176
- (601224) 2012 XY176
- (601225) 2012 YE
- (601226) 2012 YN
- (601227) Ammann
- (601228) 2012 YY5
- (601229) 2012 YM7
- (601230) 2012 YM10
- (601231) 2012 YJ11
- (601232) 2012 YN16
- (601233) 2012 YY16
- (601234) 2012 YD17
- (601235) 2012 YX17
- (601236) 2013 AK
- (601237) 2013 AG2
- (601238) 2013 AU9
- (601239) 2013 AW9
- (601240) 2013 AU13
- (601241) 2013 AF18
- (601242) 2013 AT18
- (601243) 2013 AY20
- (601244) 2013 AL23
- (601245) 2013 AY27
- (601246) 2013 AX49
- (601247) 2013 AA50
- (601248) 2013 AB51
- (601249) 2013 AH59
- (601250) 2013 AA60
- (601251) 2013 AE61
- (601252) 2013 AP69
- (601253) 2013 AA70
- (601254) 2013 AQ70
- (601255) 2013 AC71
- (601256) 2013 AG73
- (601257) 2013 AF80
- (601258) 2013 AS86
- (601259) 2013 AS90
- (601260) 2013 AA101
- (601261) 2013 AF105
- (601262) 2013 AW105
- (601263) 2013 AM109
- (601264) 2013 AE110
- (601265) 2013 AY113
- (601266) 2013 AB116
- (601267) 2013 AG122
- (601268) 2013 AE125
- (601269) 2013 AP126
- (601270) 2013 AC128
- (601271) 2013 AD129
- (601272) 2013 AT129
- (601273) 2013 AV131
- (601274) 2013 AT135
- (601275) 2013 AV135
- (601276) 2013 AN136
- (601277) 2013 AA137
- (601278) 2013 AJ148
- (601279) 2013 AE154
- (601280) 2013 AQ159
- (601281) 2013 AZ159
- (601282) 2013 AW167
- (601283) 2013 AM168
- (601284) 2013 AG182
- (601285) 2013 AX183
- (601286) 2013 AF185
- (601287) 2013 AS185
- (601288) 2013 AE189
- (601289) 2013 AP189
- (601290) 2013 AS189
- (601291) 2013 AC191
- (601292) 2013 AS194
- (601293) 2013 AW194
- (601294) 2013 AD195
- (601295) 2013 AP196
- (601296) 2013 AV197
- (601297) 2013 AB199
- (601298) 2013 AY199
- (601299) 2013 AD200
- (601300) 2013 AU201
- (601301) 2013 BD
- (601302) 2013 BF
- (601303) 2013 BG
- (601304) 2013 BU
- (601305) 2013 BQ1
- (601306) 2013 BR1
- (601307) 2013 BT1
- (601308) 2013 BH6
- (601309) 2013 BG12
- (601310) 2013 BS13
- (601311) 2013 BA17
- (601312) 2013 BF17
- (601313) 2013 BF30
- (601314) 2013 BU33
- (601315) 2013 BK34
- (601316) 2013 BA41
- (601317) 2013 BV41
- (601318) 2013 BU42
- (601319) 2013 BE50
- (601320) 2013 BK50
- (601321) 2013 BM51
- (601322) 2013 BC52
- (601323) 2013 BC58
- (601324) 2013 BA61
- (601325) 2013 BW74
- (601326) 2013 BA76
- (601327) 2013 BE79
- (601328) 2013 BE80
- (601329) 2013 BP82
- (601330) 2013 BT83
- (601331) 2013 BO86
- (601332) 2013 BT87
- (601333) 2013 BA88
- (601334) 2013 BK88
- (601335) 2013 BN88
- (601336) 2013 BE89
- (601337) 2013 BK89
- (601338) 2013 BR92
- (601339) 2013 BQ93
- (601340) 2013 BX93
- (601341) 2013 BP94
- (601342) 2013 BK95
- (601343) 2013 BV99
- (601344) 2013 BP101
- (601345) 2013 CM5
- (601346) 2013 CH12
- (601347) 2013 CH13
- (601348) 2013 CP15
- (601349) 2013 CW20
- (601350) 2013 CC23
- (601351) 2013 CL26
- (601352) 2013 CX28
- (601353) 2013 CA29
- (601354) 2013 CJ29
- (601355) 2013 CG31
- (601356) 2013 CD32
- (601357) 2013 CC37
- (601358) 2013 CL38
- (601359) 2013 CW50
- (601360) 2013 CA51
- (601361) 2013 CW51
- (601362) 2013 CH54
- (601363) 2013 CP55
- (601364) 2013 CM56
- (601365) 2013 CF58
- (601366) 2013 CA60
- (601367) 2013 CU63
- (601368) 2013 CN64
- (601369) 2013 CB65
- (601370) 2013 CK70
- (601371) 2013 CT75
- (601372) 2013 CR76
- (601373) 2013 CM78
- (601374) 2013 CO80
- (601375) 2013 CF90
- (601376) 2013 CV97
- (601377) 2013 CF107
- (601378) 2013 CS112
- (601379) 2013 CV113
- (601380) 2013 CE115
- (601381) 2013 CC116
- (601382) 2013 CK117
- (601383) 2013 CR119
- (601384) 2013 CT127
- (601385) 2013 CG131
- (601386) 2013 CW131
- (601387) 2013 CN142
- (601388) 2013 CX145
- (601389) 2013 CA146
- (601390) 2013 CE146
- (601391) 2013 CJ149
- (601392) 2013 CU152
- (601393) 2013 CG155
- (601394) 2013 CN157
- (601395) 2013 CR157
- (601396) 2013 CL161
- (601397) 2013 CX167
- (601398) 2013 CR170
- (601399) 2013 CK173
- (601400) 2013 CX175
- (601401) 2013 CB176
- (601402) 2013 CU176
- (601403) 2013 CW176
- (601404) 2013 CO178
- (601405) 2013 CP178
- (601406) 2013 CK180
- (601407) 2013 CM192
- (601408) 2013 CS194
- (601409) 2013 CJ196
- (601410) 2013 CP196
- (601411) 2013 CY197
- (601412) 2013 CQ198
- (601413) 2013 CT198
- (601414) 2013 CM199
- (601415) 2013 CG200
- (601416) 2013 CB204
- (601417) 2013 CU211
- (601418) 2013 CC213
- (601419) 2013 CF213
- (601420) 2013 CX216
- (601421) 2013 CV218
- (601422) 2013 CO220
- (601423) 2013 CB221
- (601424) 2013 CK223
- (601425) 2013 CO223
- (601426) 2013 CN229
- (601427) 2013 CU230
- (601428) 2013 CU232
- (601429) 2013 CP233
- (601430) 2013 CR233
- (601431) 2013 CK234
- (601432) 2013 CZ234
- (601433) 2013 CX235
- (601434) 2013 CF236
- (601435) 2013 CW236
- (601436) 2013 CS237
- (601437) 2013 CE239
- (601438) 2013 CG239
- (601439) 2013 CD240
- (601440) 2013 CW240
- (601441) 2013 CK243
- (601442) 2013 CM244
- (601443) 2013 CR244
- (601444) 2013 CK245
- (601445) 2013 CB246
- (601446) 2013 CA248
- (601447) 2013 CS248
- (601448) 2013 CG252
- (601449) 2013 DX14
- (601450) 2013 DK16
- (601451) 2013 DA19
- (601452) 2013 DO19
- (601453) 2013 DU20
- (601454) 2013 DT21
- (601455) 2013 EN15
- (601456) 2013 EC22
- (601457) 2013 EU23
- (601458) 2013 EL25
- (601459) 2013 EF26
- (601460) 2013 ED27
- (601461) 2013 EP32
- (601462) 2013 ER38
- (601463) 2013 ET38
- (601464) 2013 EM39
- (601465) 2013 EZ44
- (601466) 2013 EX50
- (601467) 2013 ED53
- (601468) 2013 EL54
- (601469) 2013 EX56
- (601470) 2013 EB57
- (601471) 2013 EJ63
- (601472) 2013 EX66
- (601473) 2013 EW67
- (601474) 2013 EM71
- (601475) 2013 ED75
- (601476) Scharun
- (601477) 2013 EK79
- (601478) 2013 EW79
- (601479) 2013 EX80
- (601480) 2013 EG81
- (601481) 2013 EK84
- (601482) 2013 EG87
- (601483) 2013 ES87
- (601484) 2013 EH94
- (601485) 2013 EZ103
- (601486) 2013 EP108
- (601487) 2013 EU110
- (601488) 2013 EC111
- (601489) 2013 EM113
- (601490) 2013 EW116
- (601491) 2013 EY118
- (601492) 2013 ES119
- (601493) 2013 EN124
- (601494) 2013 EJ126
- (601495) 2013 EZ126
- (601496) 2013 EU132
- (601497) 2013 EJ138
- (601498) 2013 ER138
- (601499) 2013 EZ145
- (601500) 2013 ET146
- (601501) 2013 EO155
- (601502) 2013 EH159
- (601503) 2013 EL160
- (601504) 2013 ER163
- (601505) 2013 EG167
- (601506) 2013 EL167
- (601507) 2013 ES168
- (601508) 2013 ET168
- (601509) 2013 EM170
- (601510) 2013 EX170
- (601511) 2013 EY170
- (601512) 2013 ES171
- (601513) 2013 EV179
- (601514) 2013 FM1
- (601515) 2013 FE6
- (601516) 2013 FB11
- (601517) 2013 FT12
- (601518) 2013 FE14
- (601519) 2013 FF19
- (601520) 2013 FJ20
- (601521) 2013 FY21
- (601522) 2013 FP23
- (601523) 2013 FF26
- (601524) 2013 FE29
- (601525) 2013 FZ31
- (601526) 2013 FC32
- (601527) 2013 FS32
- (601528) 2013 FS33
- (601529) 2013 FX33
- (601530) 2013 FZ33
- (601531) 2013 FU37
- (601532) 2013 FH38
- (601533) 2013 GT
- (601534) 2013 GK1
- (601535) 2013 GY2
- (601536) 2013 GO4
- (601537) 2013 GS9
- (601538) 2013 GY10
- (601539) 2013 GS11
- (601540) 2013 GK13
- (601541) 2013 GS15
- (601542) 2013 GW15
- (601543) 2013 GC19
- (601544) 2013 GL21
- (601545) 2013 GV29
- (601546) 2013 GV30
- (601547) 2013 GE31
- (601548) 2013 GB34
- (601549) 2013 GP35
- (601550) 2013 GU37
- (601551) 2013 GH39
- (601552) 2013 GO40
- (601553) 2013 GJ41
- (601554) 2013 GY43
- (601555) 2013 GD48
- (601556) 2013 GV48
- (601557) 2013 GG49
- (601558) 2013 GM50
- (601559) 2013 GO51
- (601560) 2013 GC60
- (601561) 2013 GK61
- (601562) 2013 GM62
- (601563) 2013 GZ62
- (601564) 2013 GU64
- (601565) 2013 GP75
- (601566) 2013 GN76
- (601567) 2013 GS76
- (601568) 2013 GC77
- (601569) 2013 GK77
- (601570) 2013 GO83
- (601571) 2013 GC90
- (601572) 2013 GZ90
- (601573) 2013 GF93
- (601574) 2013 GR94
- (601575) 2013 GT98
- (601576) 2013 GO102
- (601577) 2013 GC105
- (601578) 2013 GW105
- (601579) 2013 GA108
- (601580) 2013 GU113
- (601581) 2013 GH115
- (601582) 2013 GR115
- (601583) 2013 GF116
- (601584) 2013 GA119
- (601585) 2013 GT120
- (601586) 2013 GA124
- (601587) 2013 GB130
- (601588) 2013 GF130
- (601589) 2013 GD139
- (601590) 2013 GD142
- (601591) 2013 GE143
- (601592) 2013 GU145
- (601593) 2013 GF146
- (601594) 2013 GC147
- (601595) 2013 GY147
- (601596) 2013 GD151
- (601597) 2013 GQ151
- (601598) 2013 GG152
- (601599) 2013 GU153
- (601600) 2013 HM5
- (601601) 2013 HE9
- (601602) 2013 HX13
- (601603) 2013 HE19
- (601604) 2013 HQ19
- (601605) 2013 HY19
- (601606) 2013 HR21
- (601607) 2013 HX22
- (601608) 2013 HJ26
- (601609) 2013 HP30
- (601610) 2013 HW33
- (601611) 2013 HH35
- (601612) 2013 HE36
- (601613) 2013 HP45
- (601614) 2013 HZ45
- (601615) 2013 HK47
- (601616) 2013 HN47
- (601617) 2013 HL51
- (601618) 2013 HA55
- (601619) 2013 HV56
- (601620) 2013 HF64
- (601621) 2013 HP65
- (601622) 2013 HL78
- (601623) 2013 HE85
- (601624) 2013 HO88
- (601625) 2013 HU88
- (601626) 2013 HA89
- (601627) 2013 HM95
- (601628) 2013 HF98
- (601629) 2013 HZ101
- (601630) 2013 HM104
- (601631) 2013 HL107
- (601632) 2013 HU114
- (601633) 2013 HY114
- (601634) 2013 HN120
- (601635) 2013 HV120
- (601636) 2013 HZ121
- (601637) 2013 HD123
- (601638) 2013 HP124
- (601639) 2013 HY125
- (601640) 2013 HV126
- (601641) 2013 HT129
- (601642) 2013 HW148
- (601643) 2013 HT152
- (601644) 2013 HC154
- (601645) 2013 HB158
- (601646) 2013 HA159
- (601647) 2013 HK159
- (601648) 2013 HV159
- (601649) 2013 HW160
- (601650) 2013 HW161
- (601651) 2013 HA163
- (601652) 2013 HV163
- (601653) 2013 JD2
- (601654) 2013 JU2
- (601655) 2013 JM4
- (601656) 2013 JW4
- (601657) 2013 JH9
- (601658) 2013 JS10
- (601659) 2013 JS15
- (601660) 2013 JF20
- (601661) 2013 JP22
- (601662) 2013 JO23
- (601663) 2013 JG31
- (601664) 2013 JM40
- (601665) 2013 JP41
- (601666) 2013 JO42
- (601667) 2013 JM43
- (601668) 2013 JT47
- (601669) 2013 JF49
- (601670) 2013 JM49
- (601671) 2013 JU57
- (601672) 2013 JD59
- (601673) 2013 JG60
- (601674) 2013 JH62
- (601675) 2013 JP66
- (601676) 2013 JY67
- (601677) 2013 JD68
- (601678) 2013 JF69
- (601679) 2013 JG75
- (601680) 2013 JA76
- (601681) 2013 JZ76
- (601682) 2013 JC77
- (601683) 2013 JP79
- (601684) 2013 KP2
- (601685) 2013 KY10
- (601686) 2013 KF12
- (601687) 2013 KR13
- (601688) 2013 KK17
- (601689) 2013 KA18
- (601690) 2013 KZ18
- (601691) 2013 LA11
- (601692) 2013 LF13
- (601693) 2013 LK19
- (601694) 2013 LC24
- (601695) 2013 LG28
- (601696) 2013 LV28
- (601697) 2013 LU40
- (601698) 2013 LS41
- (601699) 2013 MH
- (601700) 2013 ML9
- (601701) 2013 MO14
- (601702) 2013 MC16
- (601703) 2013 ND2
- (601704) 2013 NR3
- (601705) 2013 NV3
- (601706) 2013 NE4
- (601707) 2013 NT5
- (601708) 2013 NE10
- (601709) 2013 NR26
- (601710) 2013 NE28
- (601711) 2013 NM33
- (601712) 2013 NP33
- (601713) 2013 NQ33
- (601714) 2013 NT35
- (601715) 2013 NO36
- (601716) 2013 NC45
- (601717) 2013 NM45
- (601718) 2013 NU46
- (601719) 2013 NW47
- (601720) 2013 NK48
- (601721) 2013 NG55
- (601722) 2013 NJ62
- (601723) 2013 OY6
- (601724) 2013 OY9
- (601725) 2013 OM10
- (601726) 2013 PL2
- (601727) 2013 PN2
- (601728) 2013 PB3
- (601729) 2013 PD8
- (601730) 2013 PT10
- (601731) Kukuczka
- (601732) 2013 PO21
- (601733) 2013 PM22
- (601734) 2013 PB23
- (601735) 2013 PB25
- (601736) 2013 PZ27
- (601737) 2013 PB28
- (601738) 2013 PZ30
- (601739) 2013 PF31
- (601740) 2013 PZ32
- (601741) 2013 PN39
- (601742) 2013 PJ51
- (601743) 2013 PK60
- (601744) 2013 PL64
- (601745) 2013 PL70
- (601746) 2013 PG73
- (601747) 2013 PA77
- (601748) 2013 PX86
- (601749) 2013 PM88
- (601750) 2013 PD92
- (601751) 2013 PU98
- (601752) 2013 PW100
- (601753) 2013 PJ101
- (601754) 2013 PL117
- (601755) 2013 PP118
- (601756) 2013 PY118
- (601757) 2013 QS4
- (601758) 2013 QM11
- (601759) 2013 QL13
- (601760) 2013 QU14
- (601761) 2013 QG19
- (601762) 2013 QH20
- (601763) 2013 QE25
- (601764) 2013 QM28
- (601765) 2013 QC35
- (601766) 2013 QK35
- (601767) 2013 QC38
- (601768) 2013 QQ42
- (601769) 2013 QV46
- (601770) 2013 QN59
- (601771) 2013 QV61
- (601772) 2013 QO62
- (601773) 2013 QD73
- (601774) 2013 QR74
- (601775) 2013 QZ81
- (601776) 2013 QH85
- (601777) 2013 QQ90
- (601778) 2013 QO99
- (601779) 2013 QQ101
- (601780) 2013 RR15
- (601781) 2013 RH23
- (601782) 2013 RT27
- (601783) 2013 RH30
- (601784) 2013 RQ37
- (601785) 2013 RR40
- (601786) 2013 RB46
- (601787) 2013 RR46
- (601788) 2013 RQ49
- (601789) 2013 RX52
- (601790) 2013 RO61
- (601791) 2013 RS65
- (601792) 2013 RG67
- (601793) 2013 RT67
- (601794) 2013 RX70
- (601795) 2013 RJ73
- (601796) 2013 RZ78
- (601797) 2013 RB80
- (601798) 2013 RX80
- (601799) 2013 RG84
- (601800) 2013 RP97
- (601801) 2013 RP100
- (601802) 2013 RF104
- (601803) 2013 RT104
- (601804) 2013 RW107
- (601805) 2013 RL119
- (601806) 2013 RZ130
- (601807) 2013 RO131
- (601808) 2013 RQ136
- (601809) 2013 RY146
- (601810) 2013 RN152
- (601811) 2013 SS4
- (601812) 2013 SF20
- (601813) 2013 SV33
- (601814) 2013 SE55
- (601815) 2013 SP55
- (601816) 2013 SK70
- (601817) 2013 SM77
- (601818) 2013 SK80
- (601819) 2013 SC86
- (601820) 2013 SR98
- (601821) 2013 SB99
- (601822) 2013 TU
- (601823) 2013 TA4
- (601824) 2013 TL5
- (601825) 2013 TL34
- (601826) 2013 TK36
- (601827) 2013 TL38
- (601828) 2013 TT40
- (601829) 2013 TP41
- (601830) 2013 TE45
- (601831) 2013 TY47
- (601832) 2013 TX50
- (601833) 2013 TJ53
- (601834) 2013 TD57
- (601835) 2013 TC60
- (601836) 2013 TL67
- (601837) 2013 TU75
- (601838) 2013 TM80
- (601839) 2013 TO85
- (601840) 2013 TP86
- (601841) 2013 TH92
- (601842) 2013 TN95
- (601843) 2013 TW101
- (601844) 2013 TR106
- (601845) 2013 TT112
- (601846) 2013 TF125
- (601847) 2013 TQ126
- (601848) 2013 TP132
- (601849) 2013 TG159
- (601850) 2013 TP161
- (601851) 2013 TE163
- (601852) 2013 TM166
- (601853) 2013 TV166
- (601854) 2013 TS170
- (601855) 2013 TZ172
- (601856) 2013 TL173
- (601857) 2013 TH178
- (601858) 2013 TT182
- (601859) 2013 TF184
- (601860) 2013 TZ210
- (601861) 2013 TL224
- (601862) 2013 TW224
- (601863) 2013 UO1
- (601864) 2013 UH2
- (601865) 2013 UZ6
- (601866) 2013 UP10
- (601867) 2013 UL12
- (601868) 2013 UR12
- (601869) 2013 UL25
- (601870) 2013 UL30
- (601871) 2013 US32
- (601872) 2013 UW39
- (601873) 2013 UU45
- (601874) 2013 US47
- (601875) 2013 VC
- (601876) 2013 VX10
- (601877) 2013 VU13
- (601878) 2013 VN15
- (601879) 2013 VC19
- (601880) 2013 VP19
- (601881) 2013 VQ24
- (601882) 2013 VU29
- (601883) 2013 VR32
- (601884) 2013 VA34
- (601885) 2013 VR36
- (601886) 2013 VQ38
- (601887) 2013 VB40
- (601888) 2013 VR41
- (601889) 2013 VN53
- (601890) 2013 VX65
- (601891) 2013 VR68
- (601892) 2013 WR
- (601893) 2013 WS14
- (601894) Naiman
- (601895) 2013 WM17
- (601896) 2013 WW18
- (601897) 2013 WG22
- (601898) 2013 WG23
- (601899) 2013 WE28
- (601900) 2013 WZ30
- (601901) 2013 WA37
- (601902) 2013 WT38
- (601903) 2013 WN44
- (601904) 2013 WK51
- (601905) 2013 WG54
- (601906) 2013 WM54
- (601907) 2013 WO54
- (601908) 2013 WN56
- (601909) 2013 WX59
- (601910) 2013 WT63
- (601911) 2013 WD70
- (601912) 2013 WL71
- (601913) 2013 WJ76
- (601914) 2013 WU79
- (601915) 2013 WV92
- (601916) Sting
- (601917) 2013 WE104
- (601918) 2013 WO105
- (601919) 2013 WM110
- (601920) 2013 WE113
- (601921) 2013 WX114
- (601922) 2013 WD116
- (601923) 2013 WK120
- (601924) 2013 WO120
- (601925) 2013 WU123
- (601926) 2013 WY127
- (601927) 2013 WV128
- (601928) 2013 WN136
- (601929) 2013 WZ138
- (601930) 2013 XA8
- (601931) 2013 XK28
- (601932) 2013 XT29
- (601933) 2013 XW30
- (601934) 2013 XF34
- (601935) 2013 XW34
- (601936) 2013 XH36
- (601937) 2013 XP36
- (601938) 2013 YM7
- (601939) 2013 YR9
- (601940) 2013 YO23
- (601941) 2013 YT27
- (601942) 2013 YG33
- (601943) 2013 YP34
- (601944) 2013 YS36
- (601945) 2013 YB40
- (601946) 2013 YM40
- (601947) 2013 YU43
- (601948) 2013 YF46
- (601949) 2013 YM49
- (601950) 2013 YG54
- (601951) 2013 YG58
- (601952) 2013 YS71
- (601953) 2013 YC74
- (601954) 2013 YG83
- (601955) 2013 YR90
- (601956) 2013 YH91
- (601957) 2013 YL93
- (601958) 2013 YR97
- (601959) 2013 YT97
- (601960) 2013 YP106
- (601961) 2013 YP108
- (601962) 2013 YT112
- (601963) 2013 YA116
- (601964) 2013 YF118
- (601965) 2013 YJ123
- (601966) 2013 YU125
- (601967) 2013 YB126
- (601968) 2013 YX133
- (601969) 2013 YS137
- (601970) 2013 YY139
- (601971) 2013 YQ140
- (601972) 2013 YD147
- (601973) 2013 YE148
- (601974) 2013 YU151
- (601975) 2013 YW151
- (601976) 2013 YC154
- (601977) 2013 YQ163
- (601978) 2013 YA165
- (601979) 2013 YY167
- (601980) 2014 AL
- (601981) 2014 AP3
- (601982) 2014 AA4
- (601983) 2014 AH11
- (601984) 2014 AX11
- (601985) 2014 AN12
- (601986) 2014 AR12
- (601987) 2014 AC15
- (601988) 2014 AR17
- (601989) 2014 AS20
- (601990) 2014 AE21
- (601991) 2014 AQ21
- (601992) 2014 AU23
- (601993) 2014 AZ24
- (601994) 2014 AS25
- (601995) 2014 AO27
- (601996) 2014 AE30
- (601997) 2014 AY33
- (601998) 2014 AR41
- (601999) 2014 AV41
- (602000) 2014 AV45